# Хејзвил (Ајова)
Хејзвил (енгл. Hayesville) град је у америчкој савезној држави Ајова. По попису становништва из 2010. у њему је живело 50 становника.

## Демографија
Према попису становништва из 2010. у граду је живело 50 становника, што је -14 (-21.9%) становника више него 2000. године.
| Група             | 2000.       | 2010.       |
| Белци             | 64 (100.0%) | 50 (100.0%) |
| Афроамериканци    | 0 (0,0%)    | 0 (0,0%)    |
| Азијати           | 0 (0,0%)    | 0 (0,0%)    |
| Хиспаноамериканци | 0 (0,0%)    | 0 (0,0%)    |
| Укупно            | 64          | 50          |